# شرطة الأمن
Sicherheitspolizei شرطة الأمن (بالإنجليزية: Security Police)، وغالبا ما يختصر باسم سيبو، كان مصطلح يستخدم في ألمانيا للإشارة لشرطة الأمن. في الحقبة النازية، كان يستخدم لوصف أجهزة التحقيق السياسي والجنائي التابعة للدولة. تم تشكيلها من قبل قوات مشتركة من غيستابو (شرطة الدولة السرية) وإدارة التحقيقات الجنائية (الشرطة الجنائية؛ Kripo) بين عامي 1936 و1939. بصفتها وكالة رسمية، تم دمج مكتب الأمن الرئيسي لرايخ في مكتب الأمن الرئيسي لرايخ في عام 1939، ولكن استمر استخدام المصطلح بشكل غير رسمي حتى نهاية الحرب العالمية الثانية في أوروبا.

## أصول
نشأ المصطلح في أغسطس 1919 عندما أعدت الرايخويهر إعداد Sicherheitswehr كقوة شرطة عسكرية لاتخاذ إجراءات في أوقات الشغب أو الإضرابات. ولكن بسبب القيود المفروضة على أعداد الجيش، تم تغيير اسمها إلى Sicherheitspolizei لتجنب جذب الانتباه. أرتدو الزي الأخضر، وأطلق عليهم في بعض الأحيان «الشرطة الخضراء». كانت هيئة عسكرية، تم تجنيدها إلى حد كبير من فريكوربس، من ضباط الصف وضباط من الجيش الإمبراطوري الألماني القديم. 

## عصر النازية

معيار لرئيس SiPo

عندما وصل النازيون إلى السلطة، كان لألمانيا كدولة فيدرالية، عدد لا يحصى من وكالات الشرطة المحلية والمركزية، والتي غالبًا ما كانت غير منظمة ولديها صلاحيات قضائية متداخلة. كانت خطة هيملر وهيدريتش الكبرى تتمثل في استيعاب جميع أجهزة الشرطة والأمن بالكامل في هيكل شوتزشتافل.  تحقيقًا لهذه الغاية، تولى هيملر قيادة الجستابو أولاً (التي طورت نفسها من الشرطة السرية البروسية). ثم تم توحيد -في 17 يونيو 1936- جميع قوات الشرطة في جميع أنحاء ألمانيا، بعد تعيين أدولف هتلر لهيملر في منصب الشيف دير دويتشن بوليسي (رئيس الشرطة الألمانية).  كان تابعًا اسميا لوزير الداخلية فيلهلم فريك، ولكن في الواقع لم يستجب هملر إلا لهتلر. 
أعاد هيملر تنظيم الشرطة على الفور، مع تقسيم وكالات الدولة -بشكل قانوني- إلى مجموعتين: شرطة النظام (Order Order؛ Orpo)، التي تتكون من كل من الشرطة الوطنية بالزي الرسمي والشرطة البلدية، وSicherheitspolizei (شرطة الأمن؛ سيبو)، التي تتكون من كريبو وغستابو.  تم تعيين راينهارد هايدريش رئيسًا لسيبو وقد كان بالفعل رئيسًا لالشرطة الأمنية الألمانية (جهاز الأمن؛ SD) وغيستابو.   عرفت فروع الشرطة باسم أوربو وسيبو (كريبو وغيستابو مجتمعين)، على التوالي. 
كانت الفكرة هي تحديد ودمج وكالة الحزب (جهاز الأمن) بشكل كامل مع وكالة الدولة (سيبو).  تم تشجيع معظم أعضاء سيبو ليصبحوا أعضاء في شوتزشتافل، واحتفظ الكثير منهم برتبتهم في كلا التنظيمين. لكن كان هناك تداخل في الاختصاص وتعارض عملياتي بين جهاز الأمن وغستابو.  حافظت كريبو على مستوى من الاستقلال لأن هيكلها كان راسخًا.  أسس هيملر المكتب الرئيسي لشرطة الأمن من أجل إنشاء مكتب رئيسي مركزي تحت قيادة هايدريش الشاملة لسيبو. 
تم تشكيل أينزاتسغروبن تحت إشراف هايدرش وتمت إدارتها بواسطة شوتزشتافل تحت سيبو والشرطة الأمنية الألمانية.   تعود أصول أينزاتسغروبن إلى اينساتسكوماندو الذي أنشأها هايدرش لتأمين المباني والوثائق الحكومية بعد آنشلوس في النمسا في مارس 1938.  كانت في الأصل جزء من سيبو، تمركزت وحدتان من أينزاتسغروبن في السوديت في أكتوبر 1938. عندما تبين أن العمل العسكري ليس ضروريًا بسبب اتفاق ميونيخ، تم تكليف Einsatzgruppen بمصادرة الأوراق الحكومية ووثائق الشرطة. كما قاموا بتأمين المباني الحكومية واستجواب كبار الموظفين المدنيين، واعتقلوا ما يصل إلى 10000 شيوعي تشيكي ومواطنين ألمان. 

## الاندماج
في سبتمبر 1939، مع تأسيس مكتب الأمن الرئيسي في الرايخ ( Reichssicherheitshauptamt؛ RSHA)، لم تعد Sicherheitspolizei موجودة كوكالة حكومية بل أصبحت كادارة حيث تم دمجها في RSHA.  علاوة على ذلك، حصل RSHA على القيادة العامة لوحدات Einsatzgruppen من ذلك الوقت وما بعده. تم استقطاب أعضاء وحدات Einsatzgruppen في هذه المرحلة من قوات الأمن الخاصة وقوات الدفاع الذاتى والشرطة.  تم استخدامها أثناء غزو بولندا للتشويش بقوة على تسييس الشعب البولندي وقتل أعضاء الجماعات المعروفة بهويتها الوطنية البولندية: المثقفون ورجال الدين والمعلمون وطبقة النبلاء.  عندما أعيد تشكيل الوحدات قبل غزو الاتحاد السوفياتي في عام 1941، تم تجنيد رجال Einsatzgruppen من الأس دي وغستابو وكريبو، وأوربو وفافن إس إس.  نشطت فرق الموت المتنقلة لتنفيذ الحل النهائي في المناطق التي اجتاحتها القوات النازية. 

### الهيكل التنظيمي
| Amt Politische Polizei (مكتب الشرطة السياسية)                                                                                      |
| --- |
| PP II A - Kommunismus und andere marxistische Gruppen (الشيوعية والمجموعات الماركسية الأخرى)                                       |
| PP II B - Kirchen ، Sekten ، Emigranten ، Juden ، Logen (الكنائس والطوائف والمهاجرون واليهود)                                      |
| PP II C – Reaktion, Opposition, Österreichische Angelegenheiten (المعارضة والشؤون النمساوية)                                       |
| PP II D - Schutzhaft، Konzentrationslager (الاحتجاز الوقائي ومعسكرات الاعتقال)                                                     |
| PP II E - Wirtschafts-، agrar- und sozialpolitische Angelegenheiten، Vereinswesen (منظمات الشؤون الاقتصادية والزراعية والاجتماعية) |
| PP II G - Funküberwachung (مراقبة الراديو)                                                                                         |
| PP II H - Angelegenheiten der Partei، ihrer Gliederungen und angeschlossenen Verbände (شؤون الحزب وانقساماته والجمعيات التابعة له) |
| PP II J - Ausländische Politische Polizei (الشرطة السياسية الأجنبية)                                                               |
| PP II Ber. - Lageberichte (الإبلاغ عن الحالة)                                                                                      |
| PP II P - Presse (شؤون الصحافة) |
| PP II S - Bekämpfung der Homosexualität und Abtreibung (مكافحة الشذوذ الجنسي والإجهاض)                                             |
| PP III - Abwehrpolizei (مخابرات الشرطة)                                                                                            |

### اقتباسات
1. ↑  Edmonds 1987.
2. 1 2  Browder 1990.
3. 1 2 3 4  Williams 2001.
4. 1 2 3  Weale 2010.
5. ↑  Browder 1996.
6. ↑  Buchheim 1968.
7. ↑  Gerwarth 2012.
8. ↑  Zentner & Bedürftig 1991.
9. ↑  Streim 1989.
10. ↑  Longerich 2012.
11. ↑  Weale 2012.
12. 1 2 3  Longerich 2010.
13. ↑  McNab 2009.